# Buroziemy
Buroziemy (bure gleby półpustynne) – suche, zasadowe gleby półpustynne powstałe w suchej strefie klimatu umiarkowanego ciepłego.
Powstają one w obszarze klimatu kontynentalnego o rocznych sumach opadów ok. 150-200 mm, z maksimum opadów przypadającym późną wiosną. Porasta je bylicowo-ostnicowa roślinność półpustynna o niepełnym zwarciu.
Buroziemy powstają na różnym podłożu, najczęściej na pyłach lessopodobnych, czasem na piaskach lub zwietrzelinie wapieni i łupków ilastych.
Roślinność dostarcza mało materii organicznej, która w większości ulega mineralizacji (rozkładowi). Przez to poziom próchniczny, o grubości do kilkunastu centymetrów, zawiera niewiele próchnicy (poniżej 2%). Obumarła roślinność dostarcza do poziomu próchnicznego soli sodowych, które w okresie suszy wytrącają się, najczęściej pod postacią węglanu i dwuwęglanu sodu, na powierzchni gleby lub w jej górnych poziomach. Obecność jednowartościowych jonów sodu powoduje w okresie wiosennego uwilgotnienia gleb peptyzacje cząstek koloidalnych i wymycie ich w głąb profilu. Wytracają się one na głębokości kilkudziesięciu centymetrów, na granicy z poziomem węglanowym. Powstaje ciemniejszy, o cięższym uziarnieniu (akumulacja frakcji ilastej i półtoratlenków metali), sołońcowaty (wzbogacony w jony sodu) poziom iluwialny (wmycia). Węglany często występują w całym profilu, lecz największe ich nagromadzenie jest poniżej poziomu sołońcowatego. Największe nagromadzenie wytrąceń gipsu jest poniżej poziomu węglanowego.
Przykładowy profil buroziemu składa się z następujących poziomów genetycznych:

AE – 0-15 cm – płowoszary poziom próchniczno-eluwialny

B – 15-25 cm – ciemniejszy poziom iluwialny o cięższym uziarnieniu, sołońcowaty, z pionowymi szczelinami

Bca – 25-45 cm – żółtobury, węglanowy poziom iluwialny z konkrecjami CaCO3

Bgips – 45-100 cm – gipsowy poziom iluwialny z żyłkami gipsu

C – <100 cm – zasobna w łatwo rozpuszczalne sole skała macierzysta
Odczyn gleby jest słabo zasadowy (poziom próchniczno-eluwialny) lub zasadowy. Kompleks sorpcyjny jest wysycony głównie przez jony wapnia i magnezu, jony sodu zajmują jedynie ok. 5-7% objętości sorpcyjnej.
Buroziemy, wraz z szaroburymi glebami pustynnymi, są glebami strefowymi strefy suchej klimatu umiarkowanego ciepłego (subborealnego). Morfologicznie te gleby są do siebie podobne, lecz szarobure gleby pustynne występują na obszarach bardziej suchych niż buroziemy i posiadają znaczne ilości węglanów już na powierzchni, gdy w buroziemach węglany występują zazwyczaj poniżej 30-50 cm głębokości. Największe obszary ich występowania można spotkać w Środkowej i Centralnej Azji (Kazachstan, Uzbekistan, Turkmenistan, Mongolia i północno-zachodnie Chiny), kotlinach śródgórskich Kordylierów w środkowej części Ameryki Północnej (przede wszystkim w okolicach Wielkiego Jeziora Słonego), a także na południu Ameryki Południowej – w Patagonii. Rolnicze wykorzystanie tych gleb ogranicza się do użytkowania ich jako pastwiska dla owiec i bydła.
Według międzynarodowej systematyki gleb WRB są one nazywane Calcisols lub Gypsisols. Według amerykańskiej systematyki Soil Taxonomy są to Aridisols.